# なんだこれくしょん
『なんだこれくしょん』は、きゃりーぱみゅぱみゅのオリジナルアルバム。2013年6月26日にunBORDE（ワーナーミュージック・ジャパン）から発売された。

## 概要
前作『ぱみゅぱみゅレボリューション』から1年1か月ぶりのオリジナルアルバム。シングル曲「ファッションモンスター」「にんじゃりばんばん」を含む全12曲を収録。初回限定盤には41Pの写真集やミュージックビデオが収録されたDVD付き。
予約購入特典には、ポストカード4枚セット「なんだこレターカードセット〈2012-2013〉」が付いてくる。ジャケットは静岡県の伊豆シャボテン公園で撮影された。12曲中10曲にタイアップがついている。
発売週に12.6万枚を売り上げてオリコン週間1位を獲得した。彼女自身のオリコン週間1位はシングル、アルバムを通して初めてである。

## 収録曲
全作詞・作曲・編曲：中田ヤスタカ
1. なんだこれくしょん (0:47)
本アルバムの表題曲（オーバーチュア）。
2. にんじゃりばんばん (4:26)
5thシングル。
KDDI・沖縄セルラー電話『au 驚きを、常識に。「FULL CONTROL/REAL編」』CMソング
3. キミに100パーセント (3:20)
4thシングル。
テレビ朝日系アニメ『クレヨンしんちゃん』オープニングテーマ
4. Super Scooter Happy (5:54)
capsuleのカバー、原曲は「S.F. sound furniture」収録
5. インベーダーインベーダー (4:11)
6thシングル。
ジーユーCMソング
6. み (4:12)
江崎グリコ「アイスの実」CMソング
7. ファッションモンスター (4:37)
3rdシングル。
ジーユーCMソング
第一興商「LIVE DAM フリカラ」CMソング
テレビ東京系『JAPAN COUNTDOWN』2012年10月度オープニングテーマ
8. さいごのアイスクリーム (4:10)
9. のりことのりお (3:17)
KDDI・沖縄セルラー電話『au「Channel au きゃりー歌番組篇（auにかえる割）」』 CMソング
10. ふりそでーしょん (4:06)
4thシングル。
テレビドガッチ「豆しぱみゅぱみゅ」CMソング
11. くらくら (2:49)
KFC「クラッシャーズ」 CMソング
12. おとななこども (5:31)
スズキ・MRワゴン ウィット CMソング
（なお、MRワゴンのCMソングには「ファッションモンスター」のカップリングである「100％のじぶんに」が使用されている）

### 初回限定盤DVD
MUSIC VIDEO
| #  | タイトル                     | 作詞 | 作曲・編曲 |
| -- | ---------------------------- | ---- | ---------- |
| 1. | 「ファッションモンスター」   |      |            |
| 2. | 「ふりそでーしょん」         |      |            |
| 3. | 「にんじゃりばんばん」       |      |            |
| 4. | 「インベーダーインベーダー」 |      |            |

## CDアートワーク・クレジット
- STEVE NAKAMURA：アートディレクター、デザイナー
- 小西 神士：ヘア・メイク
- 飯嶋久美子：スタイリスト
- 半沢健：フォトグラファー